# Guldkedjan
Guldkedjan är en roman från 1940 av den svenske författaren Josef Kjellgren.
Det är den andra delen i en romanserie som inleddes med Smaragden (1939). Den skildrar de överlevande från fartyget Smaragdens förlisning och utspelar sig i en livbåt med tillbakablickar på de olika karaktärernas livshistorier. Bland dessa finns eldaren Kalle från Kap som till slut blir den ende överlevande och vars vidare öde skildras i seriens följande delar Kamratskap mellan män (1947) och Nu seglar jag (1948).